# Roberto Barracco
Roberto Barracco (Spezzano Grande, 7 settembre 1836 – Napoli, 12 maggio 1917) è stato un politico italiano, senatore del Regno d'Italia nella XIX Legislatura.

## Biografia
Nato a Spezzano Grande (oggi Spezzano della Sila), fu il fratello dei senatori Alfonso e Giovanni.

### Vita privata
Ebbe come cognato il senatore Francesco Balbi Senarega, avendo sposato la sorella Artemisia.